# António Álvares da Cunha
António Álvares da Cunha, 1.° Conde da Cunha, (Lisboa, 1700 — Lisboa, 9 de julho de 1791) foi um fidalgo e administrador colonial português, durante o reinado D. José I, 25.° rei de Portugal (1750-1777). Foi o primeiro vice-rei do Brasil colonial a governar com sede no Rio de Janeiro.
D. António era filho de D. Pedro Álvares da Cunha, Senhor da Honra da Cunha e 18.° Senhor de Tábua de juro e herdade, e neto paterno do homónimo D. António Álvares da Cunha, Senhor de Tábua, Senhor da Honra da Cunha e 17.° Senhor de Tábua de juro e herdade, todos Chefes de Nome e Armas quer dos da Cunha quer dos da Cunha dos Senhores de Tábua antigas e modernas, cujo senhorio fora dado aos Cunhas ainda no século XII; e, como refere Anselmo Braamcamp Freire,
...em cuja casa êle permaneceu durante sete séculos. Em nenhuma linhagem portuguesa, me parece, se manteve durante tam largo periodo o senhorio de uma terra, ainda com a notável circumstância dêle ter passado sempre em linha varonil, sem bastardia, até D. José Maria Vasques Álvares da Cunha, 4.o conde da Cunha...

D. António era ainda sobrinho do grande diplomata D. Luís da Cunha, embaixador a Londres, Madrid, Paris, etc.
E o seu irmão, D. Luís da Cunha Manuel, foi Secretário de Estado dos Negócios Estrangeiros e da Guerra de 1756 a 1775.
Era Senhor da Honra da Cunha e 19.° Senhor de Tábua de juro e herdade.
Foi capitão de mar e guerra da Armada Real, governador e capitão general de Mazagão em Marrocos (1745-1752), governador de Angola (1753-1758) e 9º vice-rei do Brasil (1763-1767).
Como recompensa pelos serviços do seu tio, assim como pelos seus serviços pessoais, foi agraciado com o título de Conde da Cunha em 1760.
Aquando da transferência do governo colonial do Brasil de Salvador (Bahia) para o Rio de Janeiro, foi o primeiro vice-rei do Brasil a ter sede no Rio de Janeiro.

## Governador de Mazagão
Durante o governo de Bernardo Pereira de Berredo e Castro (1734-1745), a praça de Mazagão, última praça portuguesa em Marrocos, fora durantemente assediada pelos marroquinos, tendo sofrido sete assédios nos últimos sete anos desse governo, em Janeiro de 1738, Outubro de 1738, Janeiro de 1739, Setembro de 1741, Janeiro de 1743, Novembro de 1743, e por fim Maio de 1745.
Assim, ao tomar D. António posse do governo da praça em Agosto de 1745, tudo indicava que poderia esperar frequentes assédios por parte dos marroquinos, o que de certo modo indica a confiança que o monarca nele depositava. No entanto, nada disto veio a acontencer. Apenas mais tarde foram os ataques resumidos, o que levaria ao ambandono da praça em 1769 e à subsequente fundação da vila homónima no Brasil em 1770, povoada com colonos vindos da Mazagão marroquina. Quando  D. António, após sete anos de governo em Mazagão, foi promovido a governador de Angola em 1754, nem um único ataque marroquino tinha tido que repelir.

## Governador de Angola

### Ligar Angola a Moçambique
De Marrocos, D. António passou a Angola. Logo ao chegar à África Austral em 1754, o novo governador anunciou à majestade que iria realizar um velho plano idealizado por seu tio em 1725: o de descobrir um caminho terrestre que pudesse ligar Angola a Moçambique. Para esse efeito o governador financiou de seu próprio bolso uma expedição a Cassange, onde o seu comandante, Manuel Correia Leitão, um natural de Luanda, se deveria informar sobre os caminhos em terras ingónitas mais a Leste. A expedição foi realizada de 1754 a 1756, quando Correia Leitão regressou a Luanda. Infelizmente, os seus resultados mostraram-se decepcionantes, ainda que o chefe da expedição tenha deixado um interessantíssimo relato.
Como governador de Angola, D. António Álvares da Cunha estudou ainda pessoalmente o problema de abastecimento de água de Luanda, e da canalização das águas do Rio Bengo e do Cuanza. Iniciou ainda o restauro da fortaleza de São Pedro da Barra de Luanda, que devido a obras posteriores apenas se concluiu durante o governo de D. José Gonçalo da Câmara (1779-1782).

## Conde da Cunha
O título de Conde da Cunha foi-lhe dado de juro e herdade por D. José por carta de 14 de Março de 1760, 

tendo consideração aos notaveis e distinctos serviços que D. Luis da Cunha me fez, por espaço de sessenta e dous annos successivos [...] nos empregos de enviado extraordinario na corte de Londres, de embaixador extraordinario e plenipotenciario no congresso de Utreque, e de embaixador nas cortes de Londres, Haia, Madrid e Paris [...] contemplando ao mesmo tempo os serviços pessoaes com que o dicto D. Antonio se tem distinguido [...] nos empregos de governador e capitão general da praça de Mazagão e do reino de Angola...

Terá sido em parte como recompensa pelos serviços do tio paterno, D. Luís da Cunha (1668-1740), secretário de Estado dos Negócios Estrangeiros e da Guerra e autor do Testamento Político, que aconselha o futuro rei a empregar o futuro Conde de Oeiras e Marquês de Pombal, e pelos serviços de seu avô paterno, António Álvares da Cunha, Senhor de Tábua, um dos 40 Conjurados.

## Vice-rei do Brasil

### Arsenal da Marinha

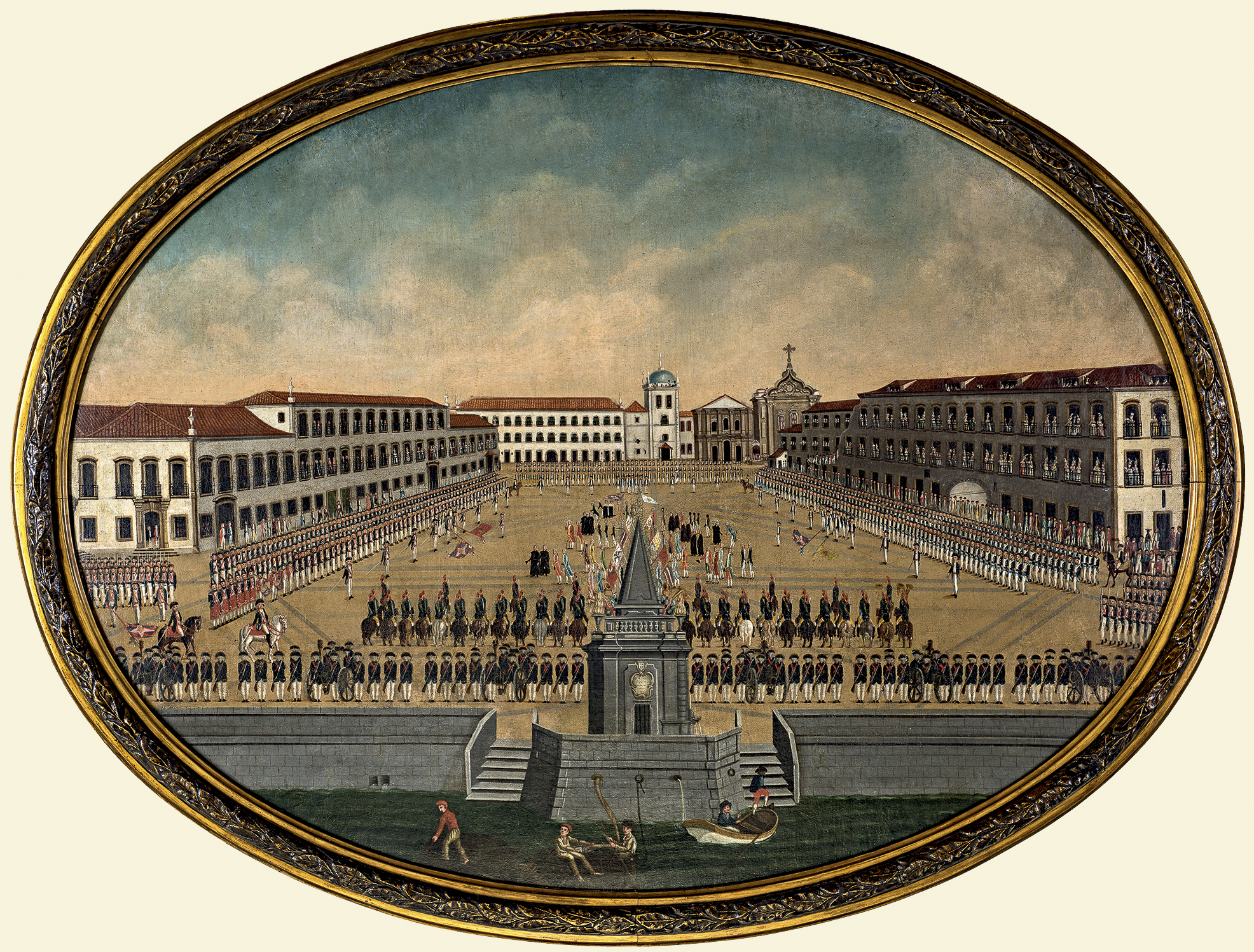
Revista militar no Largo do Paço dos Vice-Reis, atual Praça XV, Rio de Janeiro. Pintura de Leandro Joaquim, por volta de 1790. Coleção do Museu Histórico Nacional.

Como vice-rei do Brasil, o Conde da Cunha melhorou as fortificações então existentes na cidade do Rio de Janeiro. No entanto, a sua iniciativa mais importante foi a fundação, a 29 de Dezembro de 1763, do Arsenal de Marinha do Rio de Janeiro, ainda hoje o principal centro de manutenção da Marinha do Brasil. O conde fundou ainda o Arsenal de Guerra, na mesma cidade.
Em frente ao Arsenal de Marinha ergue-se hoje uma herma em sua homenagem, obra do escultor Luís Pais Leme.

### Hospital dos Lázaros

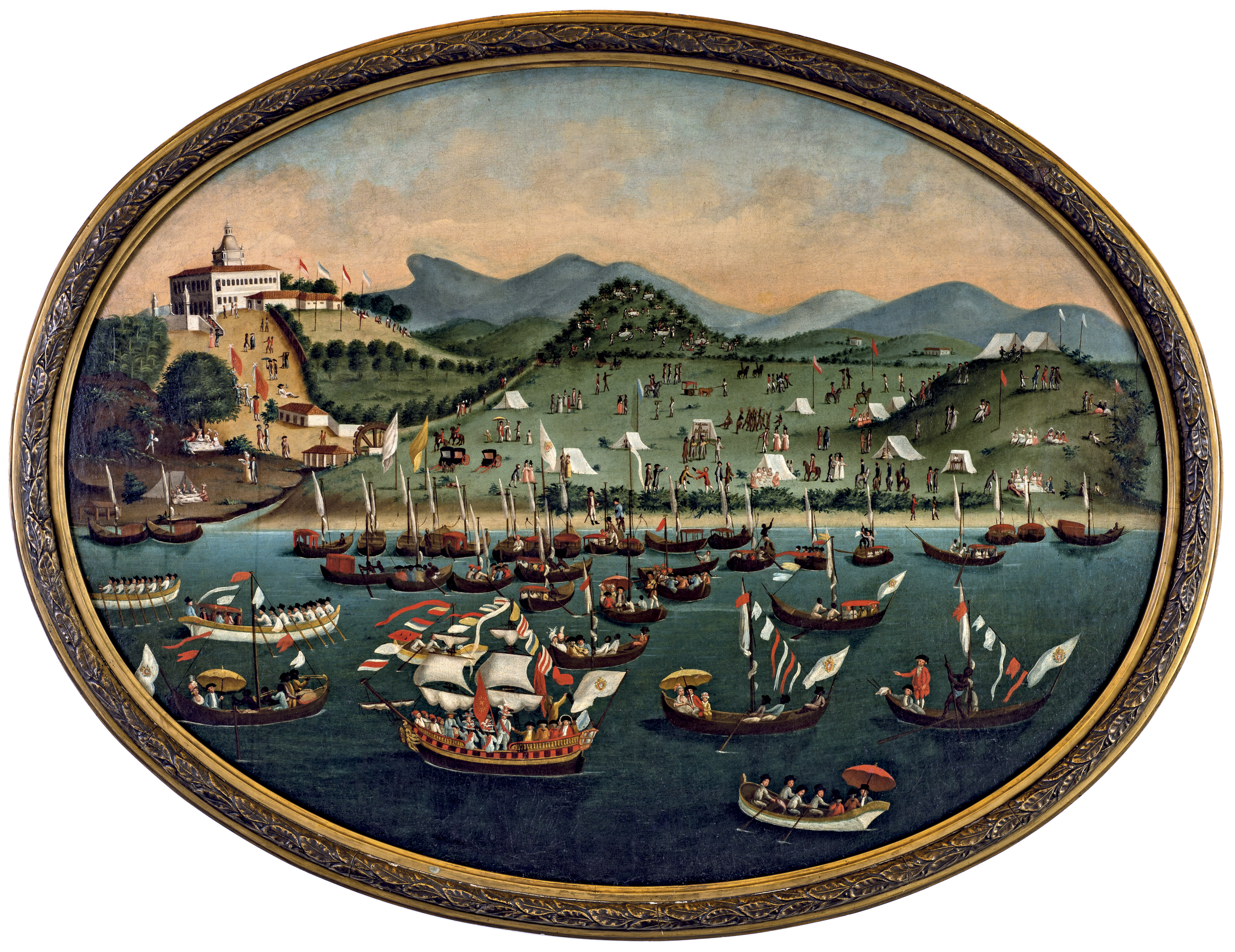
Procissão marítima diante do Hospital dos Lázaros, pintura de Leandro Joaquim, c. 1790. Coleção do Museu Histórico Nacional.

O Conde da Cunha foi também responsável, no Brasil, por um importante apoio ao Hospital dos Lázaros, um dos mais antigos da cidade do Rio de Janeiro, que se dedicava a cuidar de vítimas de lepra, com capacidade para 52 enfermos na altura.
A 19 de Dezembro de 1763, dez dias antes de fundar Arsenal da Marinha, o vice-rei escreveu uma longa carta a Francisco Xavier de Mendonça Furtado, Secretário de Estado da Marinha e do Ultramar (1760-1769) e irmão do todo-poderoso ministro do rei, o futuro Marquês de Pombal. Nessa carta, recomendou associar um mosteiro confiscado aos Jesuítas após a expulsão dos Jesuítas em 1759 ao hospital, dado que o edificio poderia acomodar bastantes enfermos, com possibilidade de separar os doentes do sexo masculino dos do sexo feminino.
Na longa carta, o Conde da Cunha fez notar, entre muitas outras considerações, que o velho mosteiro jesuíta se encontrava desabitado, que estava já equipado com uma capela para os defuntos, e que tinha acesso a água potável do Rio Maracanã para cuidar dos enfermos. O vice-rei recomendou ainda, para financiar a expansão do hospital com este novo edificio, um modesto imposto, que acreditava que os habitantes da cidade pagariam de bom grado para poder ver menos enfermos nas ruas. A 31 de Janeiro de 1765 recebeu então o vice-rei um aviso régio que aprovava todas as suas sugestões.
A 31 de Janeiro de 1766, exactamente um ano mais tarde, terminaram então as obras de adaptação do antigo mosteiro jesuíta a hospital, com lugar para mais 55 enfermos para além de empregados e escravos. O Hospital dos Lázaros via assim, em menos de três anos, a sua capacidade ser duplicada.
Existe no Concelho do Seixal uma localidade com moradias em terrenos pertencentes ao 1.° Conde da Cunha, herdado o seu título na toponímia: Pinhal Conde da Cunha.

### Outras iniciativas
Deve-se ainda ao Conde da Cunha o ter-se acabado com a grande vala utilizada como esgoto no Rio de Janeiro, na antiga rua da Vala, hoje rua Uruguaiana.
Conta-se que terminou o seu governo pobre, e que teria que ter pedido dinheiro emprestado para regressar a Portugal.